# Montecorto
Montecorto er en by og kommune i det sydlige Spanien i provinsen Málaga. Den har et indbyggertal på 589 (2024) indbyggere.